# ジョディ・エギントン
ジョディ・エギントン（Jody Egginton, 1974年1月28日 - ）は、イギリスのF1エンジニア。
現在、スクーデリア・アルファタウリのテクニカルディレクターを務めている。
その肩書をチーフエンジニアとして紹介されることも多い。

## 経歴
1996年、ジュニアデザイナーとしてティレルでモータースポーツのキャリアをスタートし、1997年から1999年、Xトラックでギアボックス設計エンジニアとして働く。
1999年から2004年、オペル傘下のアウクスブルクに本部を置くホルツァー・モータースポーツの英国でのレースシリーズオペレーションのオペル・チーム・ホルツァーに所属し、デザインエンジニア、レースエンジニア、テストチームエンジニアとして、トラックサイドR&Dの仕事をスタートし、そのキャリア初期に佐藤琢磨のレースエンジニアを務めたこともあった。
2004年から2005年、アストンマーティン・レーシングでデザインエンジニアとレースエンジニアを務めた。
2005年、ミッドランドF1のレースエンジニアとしてF1に戻り、スパイカーF1、フォース・インディアと改名を経て2010年まで在籍し、その間、クリスチャン・アルバース、山本左近、ジャンカルロ・フィジケラのレースエンジニアを務めた。
2010年1月、シルバーストンのチームを離れ、駆け出しのロータス・レーシングにチーフ・エンジニアとして参加。
チームはケータハムF1と名を変え、2012年9月、リーフィールドに移転したチームのオペレーションディレクターに就任しチーム運営すべてを統括し、2014年9月にチームのオペレーションの変更があって、60人に及ぶ大量の解雇が発生し、解雇を受けるまで継続する。
その直後の同月9月に、STR9の車両パフォーマンスの責任者としてスクーデリア・トロ・ロッソに入社するが、同時に解雇されたチーム首脳のグラハム・ワトソンと一緒だった。
2017年11月、副テクニカルディレクターに昇進し、2019年4月、テクニカルディレクターに昇進した。
エギントンは、ビスターのファシリティに勤務し、レースに帯同している。
すべての技術および車のパフォーマンス活動の全体的な技術的責任を請け負っている。